# Province d'Aysén
Pour les articles homonymes, voir Aisén.
La province d'Aysén fait partie de la Région d'Aysén del General Carlos Ibáñez del Campo au Chili. Elle est entourée au nord par les provinces de Palena et de Chiloé, au sud par la province de Capitán Prat, à l'est par les provinces de Coihaique et General Carrera, et à l'ouest par l'océan Pacifique. Sa capitale est Puerto Aysén.

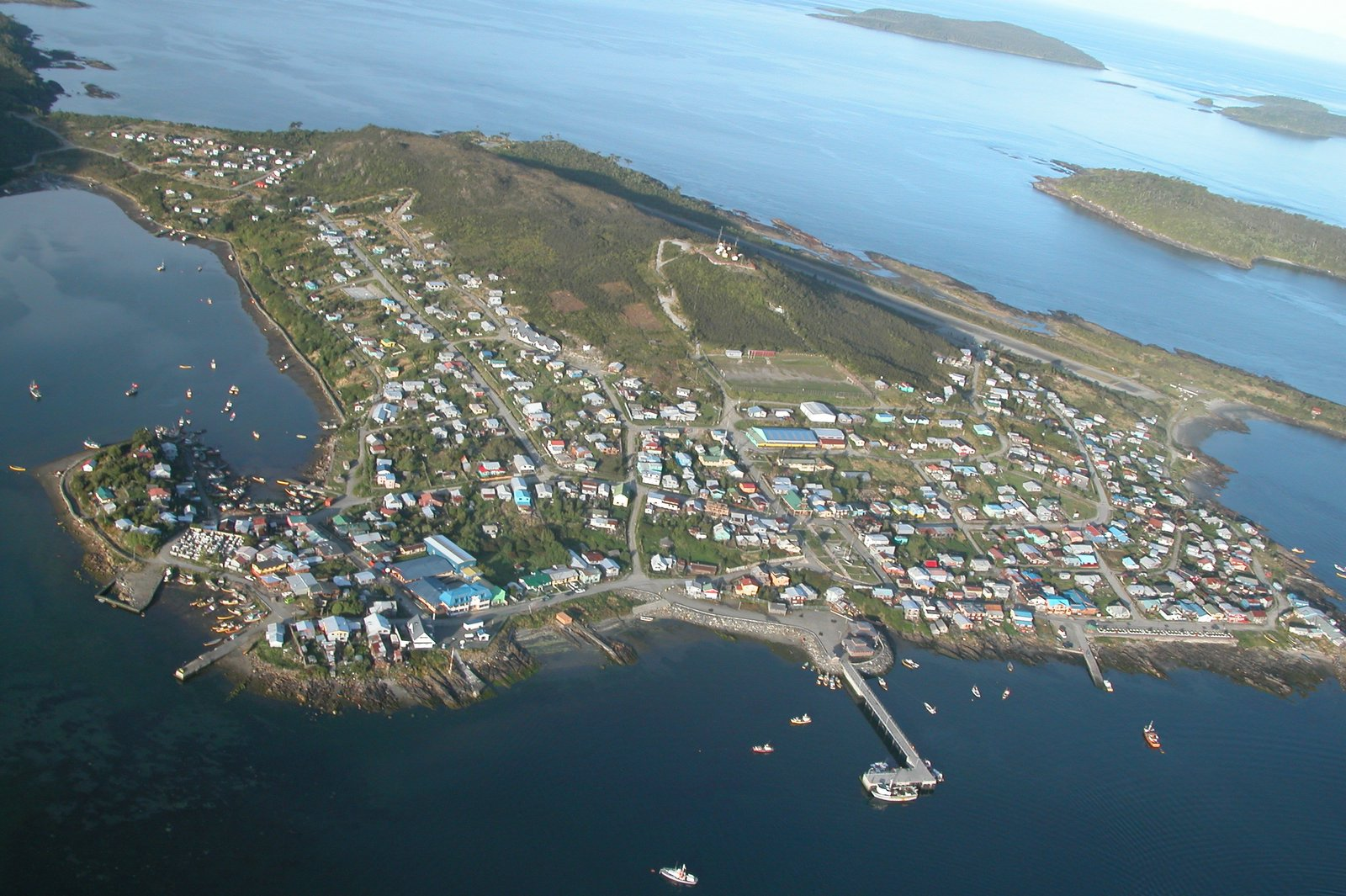
Melinka

## Communes
La province de Aisén est divisée en 3 communes (chef-lieu entre parenthèses) :
- Aysén (Puerto Aysén) ;
- Cisnes (Puerto Cisnes) ;
- Guaitecas (Melinka).